# Calicium glebosum
Calicium glebosum är en lavart som beskrevs av Müll. Arg. 1887. Calicium glebosum ingår i släktet Calicium och familjen Caliciaceae.   Inga underarter finns listade i Catalogue of Life.